# Bettina Jürgensen
Bettina Jürgensen (ur. 1954, Kilonia, Republika Federalna Niemiec) – niemiecka polityk, liderka Niemieckiej Partii Komunistycznej.

## Działalność
W wieku 17 lat, w 1971, wstąpiła do DKP. W 1990 roku objęła funkcje lidera partii w Szlezwiku-Holsztynie. W wyborach parlamentarnych w 2005 była kandydatką DKP w Szlezwiku-Holsztynie. 19 Kongres DKP w dniu 9 i 10 października 2010 we Frankfurcie nad Menem, głosami 68% delegatów wybrał ją na przewodniczącą partii, zastąpiła na tym stanowisku Heinza Stehrera. W przeszłości pracowała w księgarni.